# Korongo Airlines
Korongo Airlines war eine kongolesische Fluggesellschaft mit Sitz in Kinshasa und Basis auf dem Flughafen Lubumbashi.

## Geschichte
Korongo Airlines wurde 2009 gegründet, nachdem zuvor ein ähnliches Projekt unter dem Namen airDC aufgegeben worden war. Sie gehörte zu 35,7 % der Lufthansa-Tochter Brussels Airlines sowie kongolesischen Investoren, darunter George Forrest International, und nahm schließlich am 16. April 2012 den Flugbetrieb auf. Am 19. August 2015 stellte Korongo Airlines den Flugbetrieb ein.

## Flugziele
Korongo Airlines flog von Lubumbashi aus im Inland nach Kinshasa und Flughafen Mbuji-Mayi sowie nach Johannesburg in Südafrika. In Kinshasa bestand Anschluss an die Langstreckenflüge der Muttergesellschaft Brussels Airlines nach Brüssel.

## Flotte

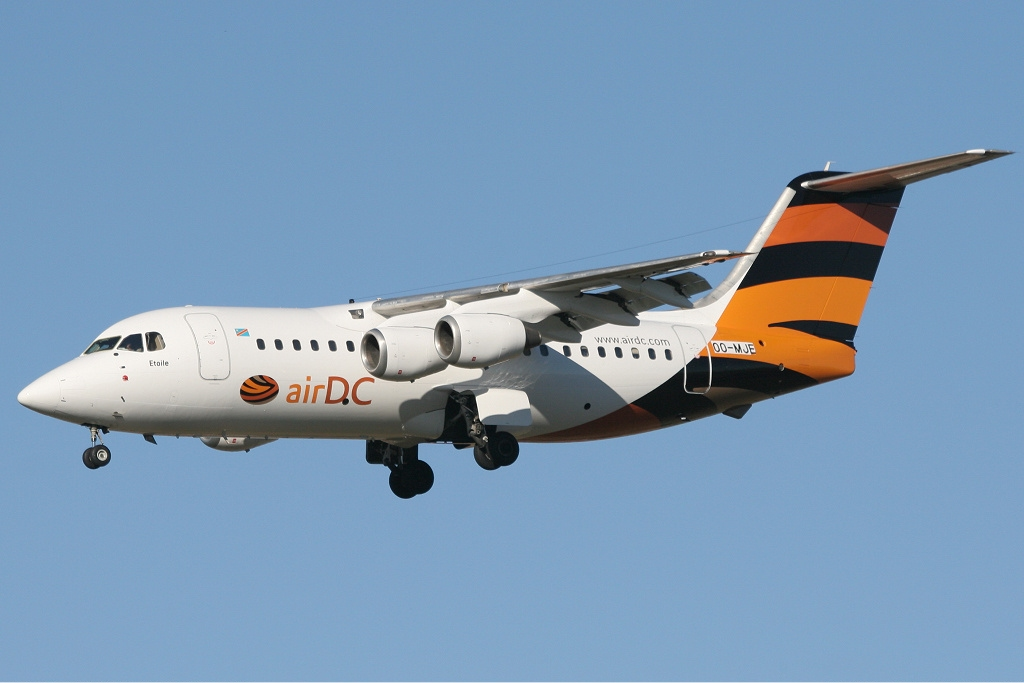
BAe 146-200 in den Farben der airDC

Im März 2015 bestand die Flotte der Korongo Airlines aus einem Flugzeug mit einem Alter von 23,8 Jahren:
| Flugzeugtyp       | aktiv | bestellt | Anmerkungen                       | Sitzplätze (Business/Economy) |
| ----------------- | ----- | -------- | --------------------------------- | ----------------------------- |
| Boeing 737-300    | 1     | 1        | betrieben durch Brussels Airlines | 126 (12/114)                  |
| Turbopropflugzeug |       | 1        |                                   | ~50                           |
| Gesamt            | 1     | 2        |                                   |                               |